# Amixtlán
Amixtlán es una localidad del estado mexicano de Puebla. Es cabecera del municipio de Amixtlán.

## Demografía
| Censo | Población |
| ----- | --------- |
| 1900  | 1109      |
| 1910  | 1197      |
| 1921  | 1219      |
| 1930  | 1108      |
| 1940  | 1207      |
| 1950  | 1722      |
| 1960  | 2802      |
| 1970  | 1666      |
| 1980  | 1899      |
| 1990  | 2431      |
| 1995  | 2360      |
| 2000  | 2560      |
| 2005  | 2459      |
| 2010  | 2518      |
| 2020  | 2361      |